# José Ávila
José Andrés Ávila de Santiago (ur. 1 maja 1998 w Villanuevie) – meksykański piłkarz występujący na pozycji ofensywnego pomocnika, od 2023 roku zawodnik Mineros.